# Palephyra
Palephyra is een geslacht van neteldieren uit de familie van de Nausithoidae.

## Soorten
- Palephyra antiqua
- Palephyra indica Vanhöffen, 1902
- Palephyra pelagica (Haeckel, 1880)